# Edmílson
José Edmílson Gomes de Moraes (n. 10 iulie 1976, Taquaritinga, São Paulo, Brazilia) este un fost fotbalist brazilian.